# Carlos Stella
Pour les articles homonymes, voir Stella.
 (juin 2017).
Carlos Stella, né en 1961 à Buenos Aires, est un compositeur argentin.

## Biographie
Carlos Stella étudia la composition en autodidacte et le piano au Conservatoire national de musique de Buenos Aires chez Adela Barroso. En 1982, il commence à travailler au Teatro del Sur avec le metteur en scène Alberto Félix Alberto. En 1985, il est invité par Krzysztof Penderecki à l'Académie de musique de Cracovie, où, boursier du gouvernement polonais, il étudie avec Zbigniew Bujarski (de). Plus tard, à Buenos Aires, il obtient des bourses du Fondo Nacional de las Artes (Musique de scène) et de la Fundación Antorchas (Composition). Il habite à Berlin depuis 1999.

## Langage musical
Son langage se caractérise par l'emploi de la variation, l'imitation, la copie, la parodie, le pastiche, la paraphrase, la transcription, la transplantation, la citation, l'allusion, le montage, le trope, la récurrence, la liste, le trompe-l'œil et par l'utilisation d'éléments de différentes traditions et époques tels que gagaku, nô, bunraku et kabuki, séquences, tropes et épîtres farcies, kriti (en) et pallavi (en), le baroque et le rococo, gong-kebyar, musique militaires et fanfares, piphat, musique de cirque, gamelan, organum, tango, musique du Bouddhisme tibétain, la musique française au XVIe siècle, etc. D'autres idées se répètent dans ses œuvres : le kaléidoscope, le labyrinthe, la spirale, le mosaïque, l'écho et le miroir.

## Œuvres diverses
- La grenouille, la lune, bouddha et moi, d'après des haïkus de Bashō, Issa, Buson et Shiki, pour voix de femme et piano
- Transformation d'un thème propre en un autre de Beethoven, pour 3 cors
- Pièces pour orchestre avec des miroirs et un contreténor
- Trio : or, commedia, pour hautbois, trompette basse et tuba
- Quatuor: pastiches, parodies et variations sur deux thèmes de Stravinsky et Berio, pour petite clarinette, trombone, xilorimba et vibraphone
- Sinfonia containing various themes which may or may not be recognized by the listener; with many parodies, imitations, variations and mere repetitions affecting them, pour 31 exécutants
- Duetto: une parodie, une transcription et une imitation de Beckett, pour basson et violoncelle
- Hockney's choclo : 10 variations, imitations et paraphrases sur un arrangement de Piazzolla du tango el choclo d'après un tableau de David Hockney, pour accordéon, piano, violon, guitare électrique et contrebasse
- Adieu à Venise, d'après un poème de Georges Perec, pour voix de femme et accordéon
- Klavierstück in form eines aus mehreren ab- und umwandlungen, übertragungen und nachahmungen bekannter und unbekannter motive zusammengesetzten mosaiks (pièce pour piano en forme de mosaïque composée de variations, transformations, transcriptions et imitations des motifs connus et inconnus)
- The indian post : a piece for wind orchestra based on a march by Sousa after a south indian form, pour orchestre d'harmonie
- 15 mouvements de la muerte en marcha, pour orchestre
- Brahms im spiegelkabinett (Brahms dans le labyrinthe de miroirs), pour piccolo, violoncelle et piano
- Pourquoi fumes-tu autant, Lili? d'après une pièce de Tennessee Williams, pour accordéon et piano
- After all, vinnie, I am your mother! (une pièce pour deux solistes et continuo, un trio à cordes et kagebayashi), pour cor anglais, trompette, guitare, violon, alto, violoncelle, contreténor et piano
- Antigonai : petit opéra basé sur des fragments de Sophocle et Hölderlin, pour trois chœurs et un trio de femmes
- 30 lieder a cappella für eugenia visconti

## Musiques pour le théâtre, film et vidéo
- Tango varsoviano et en los zaguanes ángeles muertos de Alberto Félix Alberto
- Europa y el toro de Tulio Stella dirigée par Alberto
- Tres obras breves y modernas de Tulio Stella
- Dos piezas breves de samuel beckett de César Repetto
- Tríptico de exilio de Sergio de Loof
- Clowns de Daniel Gentile
- La pasión según san juan de Narcisa Hirsch (1993)[1]
- Mañana de Lilian Morello
- billard um halb zehn de Manfred Dörner

## Source de la traduction
- (en) Cet article est partiellement ou en totalité issu de l’article de Wikipédia en anglais intitulé « Carlos Stella » (voir la liste des auteurs).